# Бамберзький собор
Бамберзький собор Св. Петра та Св. Георгія (нім. Bamberger Dom St. Peter und St. Georg) — кафедральний храм німецького міста Бамберг, один з семи імперських соборів.

## Історія

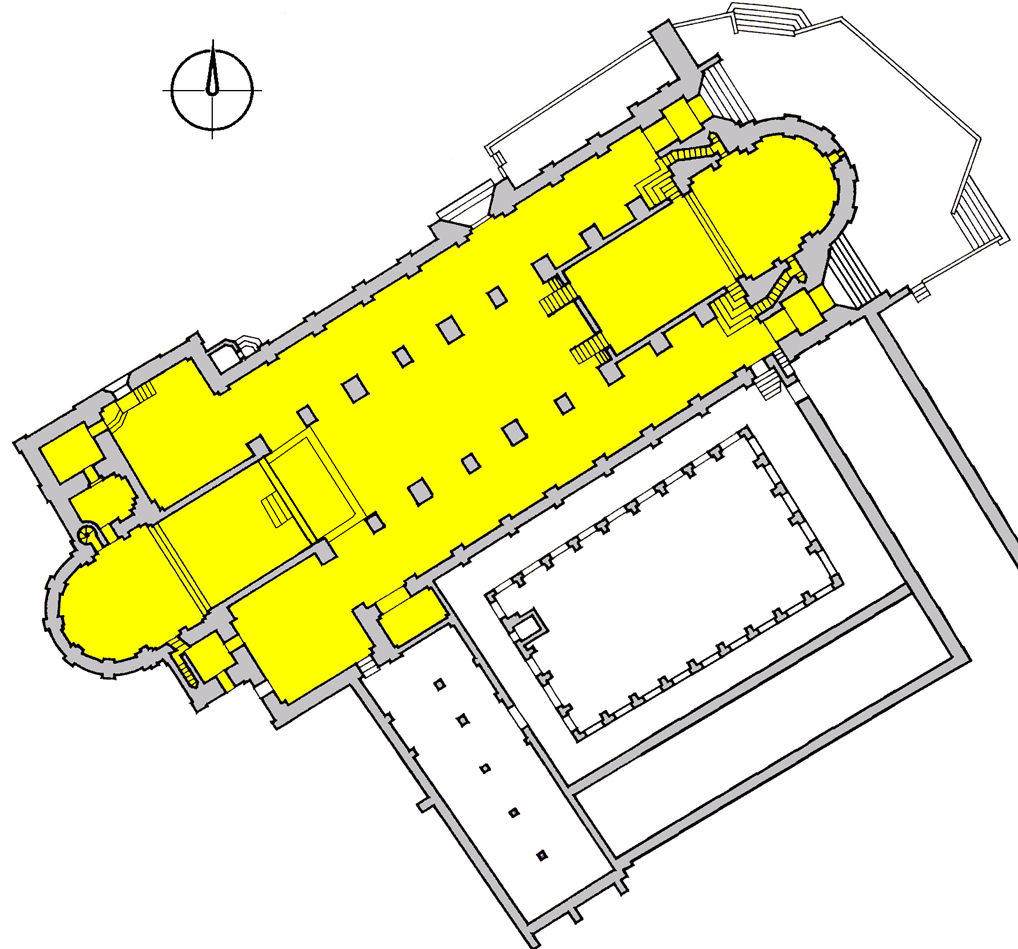
План собору

Будівництво собору розпочалося в 1004 році за вказівкою Генріха Святого і закінчилося в 1012 році. Згідно з його планом, чотири церкви міста утворили християнський хрест з кафедральним собором у центрі. Освяченний 6 травня 1012 р. В 1081 році собор був пошкоджений пожежею. 1111 року Отто Бамберзький освятив заново побудований собор. Після ще однієї пожежі, в 1215 році, почалося будівництво третього за рахунком собору. Він був освячений 6 травня 1237 р.
У соборі знаходяться поховання відомих особистостей, в тому числі самого Генріха Святого, його дружини Кунігунди, папи римського Климента II — єдиного папи, похованого в Німеччині, та першого короля Німеччини з династії Штауфенів Конрада III.
Сьогодні Бамберзький кафедральний собор є зразком романської архітектури. Його довжина — 94 м, ширина — 28 м, висота будівлі — 26 м. По кутах побудовані чотири вежі, висотою по 81 м кожна. У баштах зустрічаються елементи готики.
Під час Другої світової війни Бамберг практично не постраждав, собор також не зазнав ушкоджень.
Бамберзький собор — частина старого міста, включеного в 1993 році до списку світової спадщина ЮНЕСКО.

## Бамберзький вершник

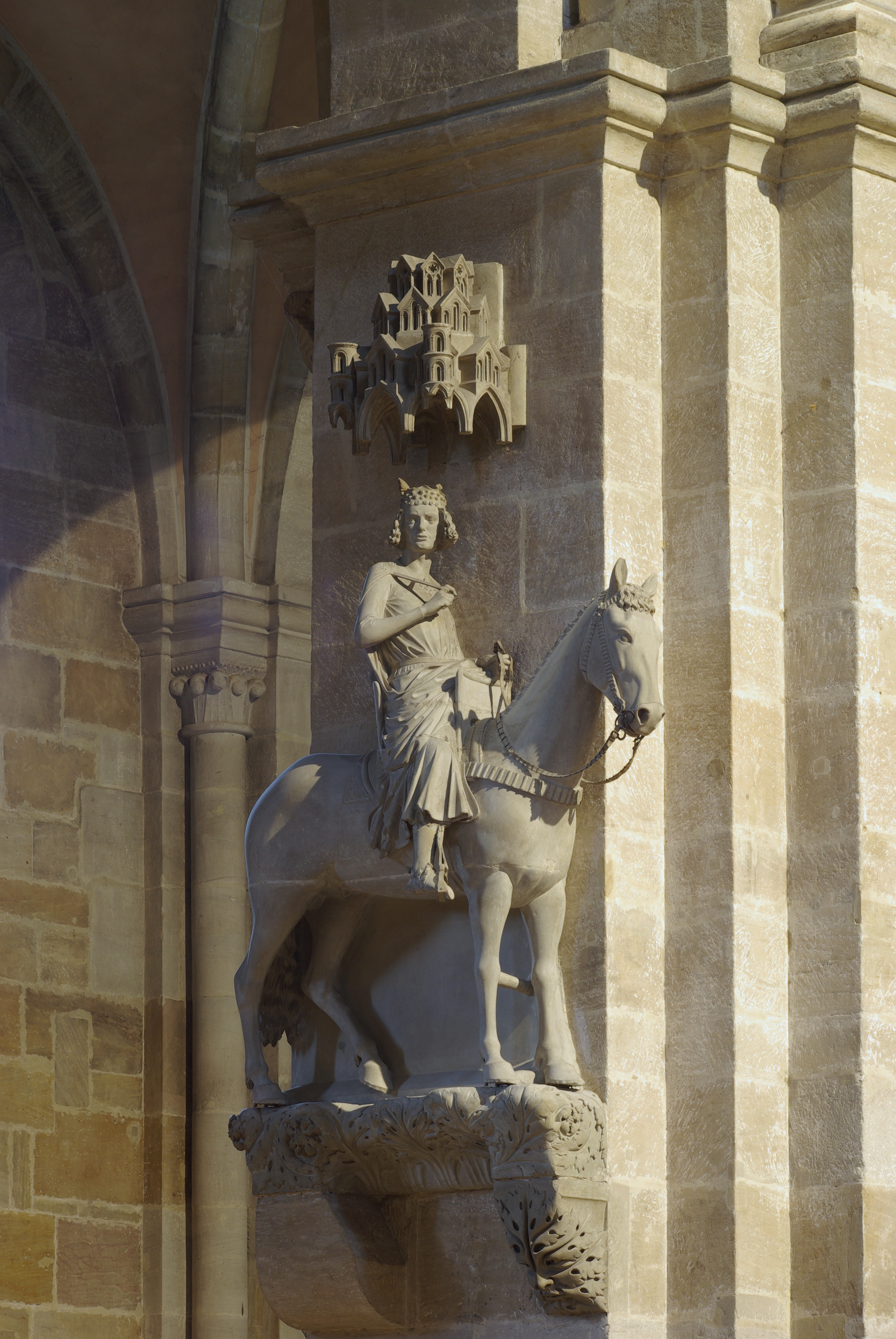
Бамберзький вершник

У соборі розташований головний міський символ — Бамберзький вершник (Bamberger Reiter) ХІІІ століття. Він є одним з найвідоміших скульптурних творів німецького Середньовіччя. За однією з версій, його було встановлено на честь імператора Генріха II та його дружини, Кунігунди Люксембурзької, зарахованих церквою до лику святих та похованих у цьому храмі. У період нацистської Німеччини Бамберзький вершник використовувався у пропагандистських цілях — нацисти вважали його лицарем, який символізував німецьку досконалість, дивлячись на схід для завоювання нових земель (насправді він не дивиться на схід зовсім).

## Галерея зображень

Бамберзький собор
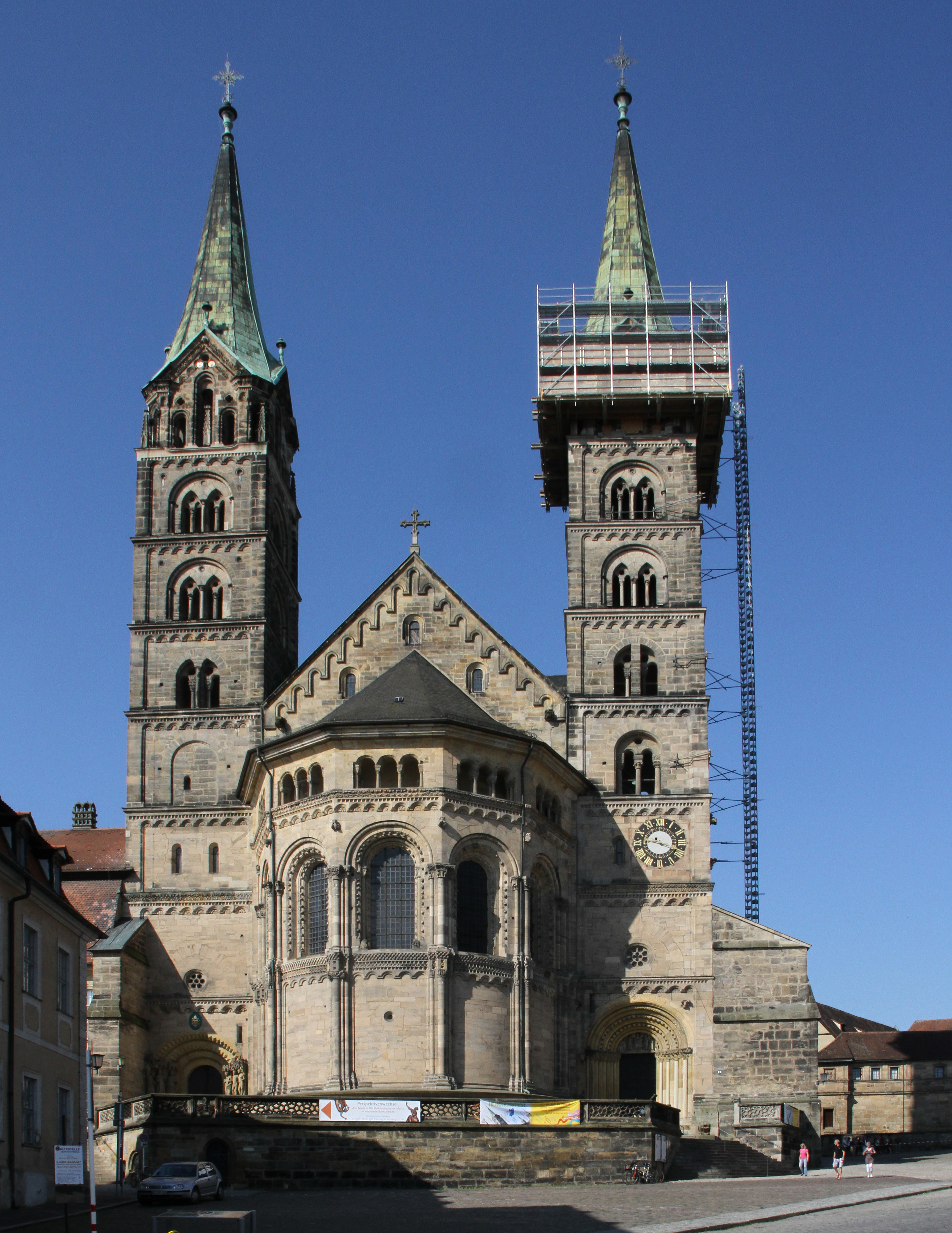
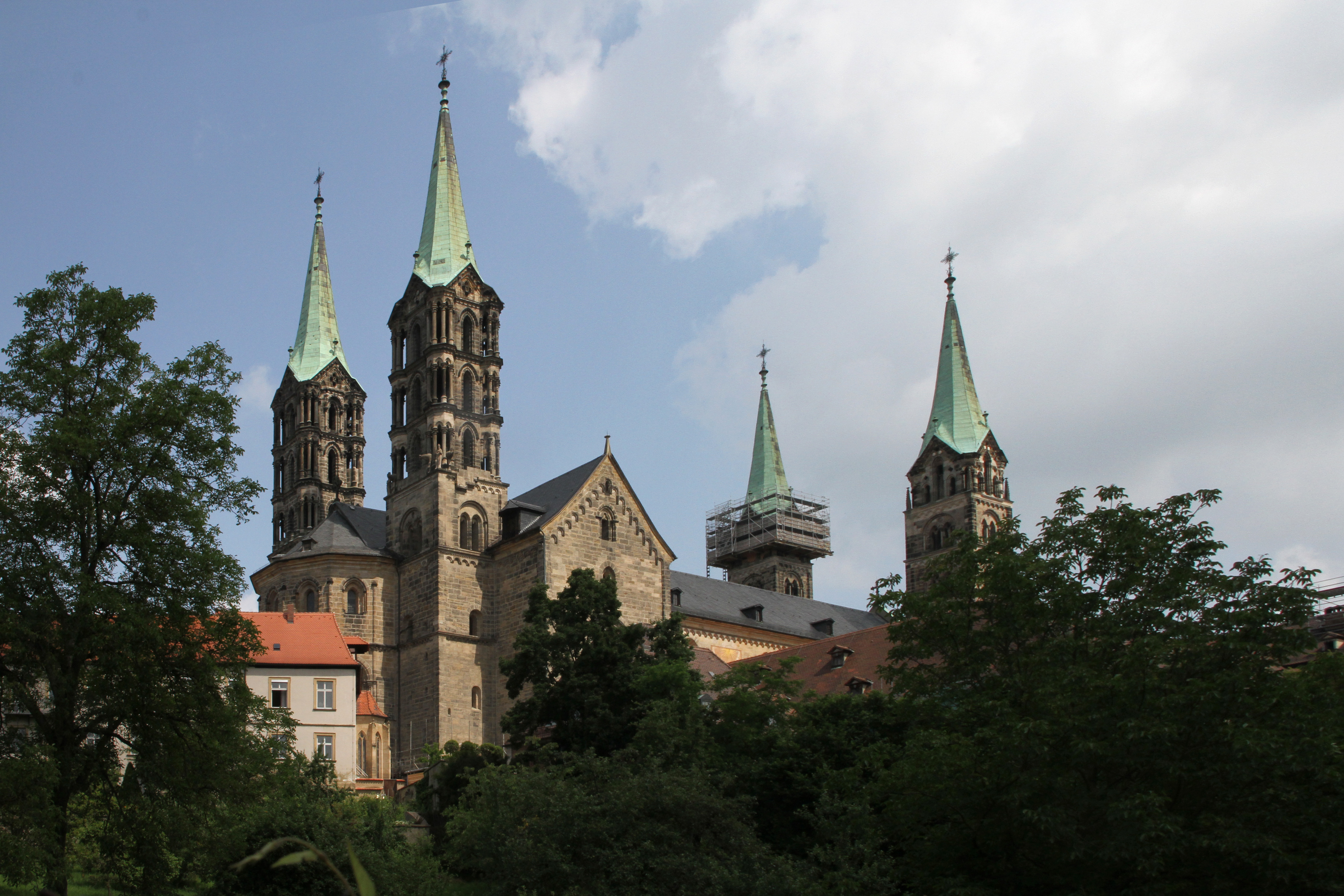
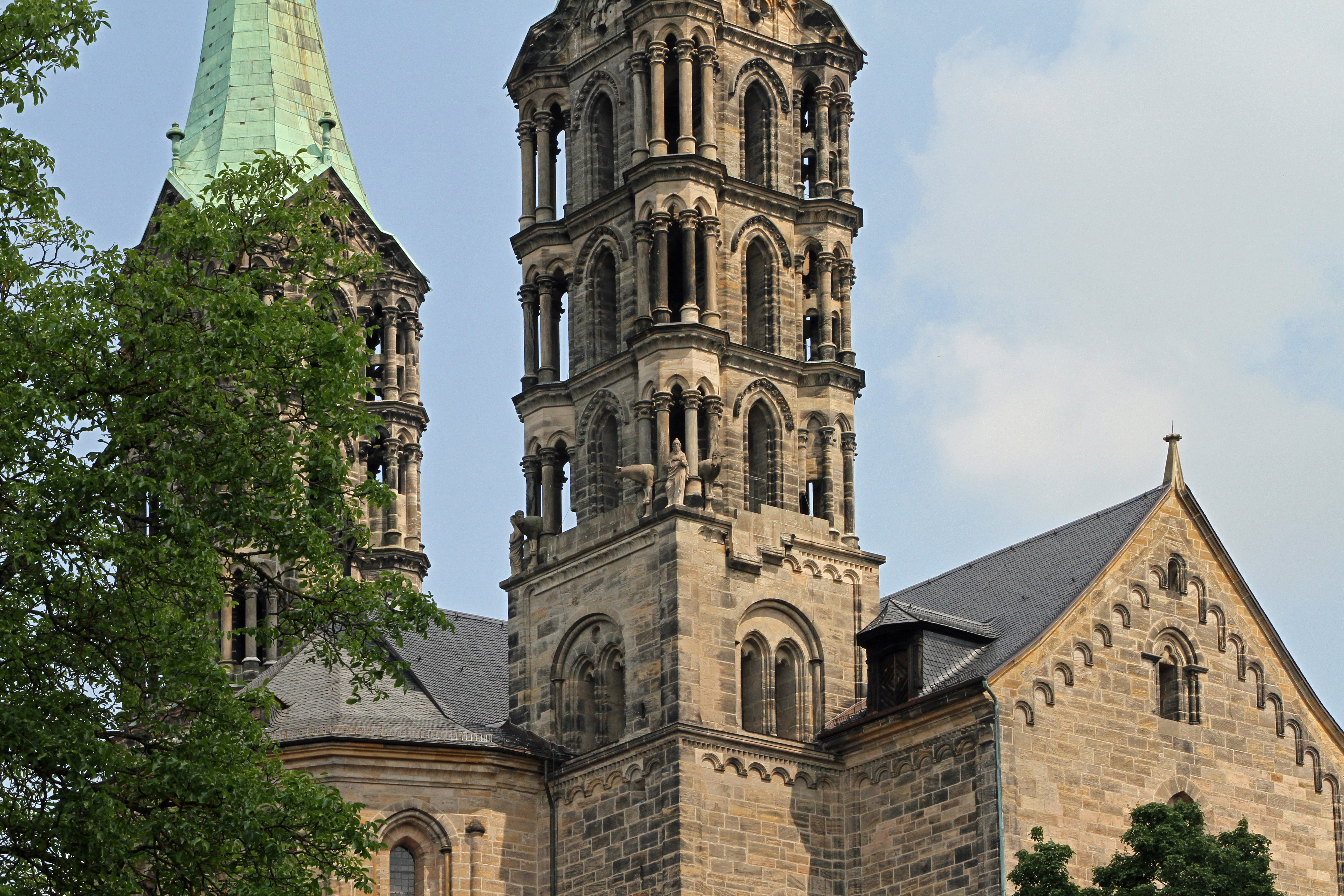
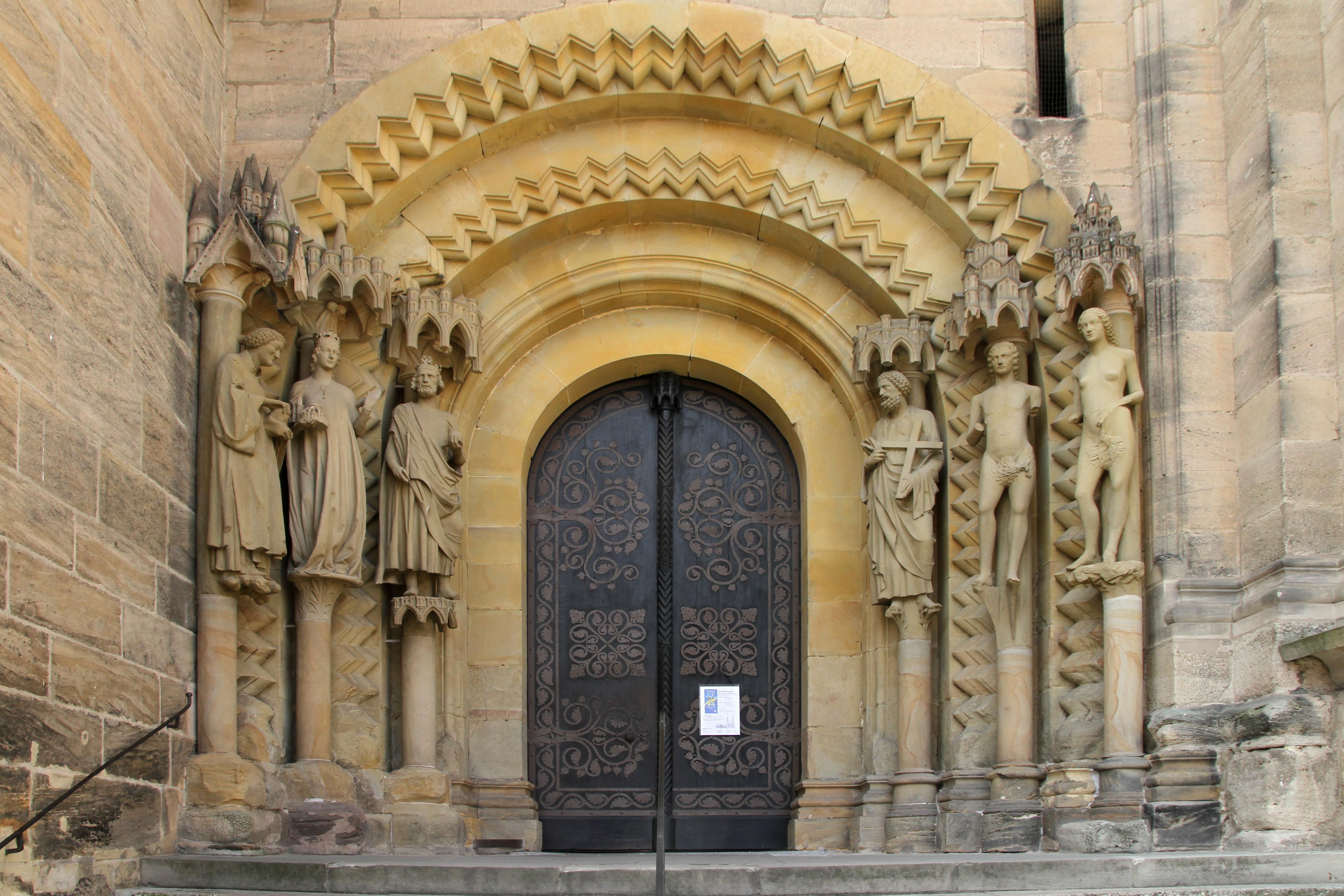
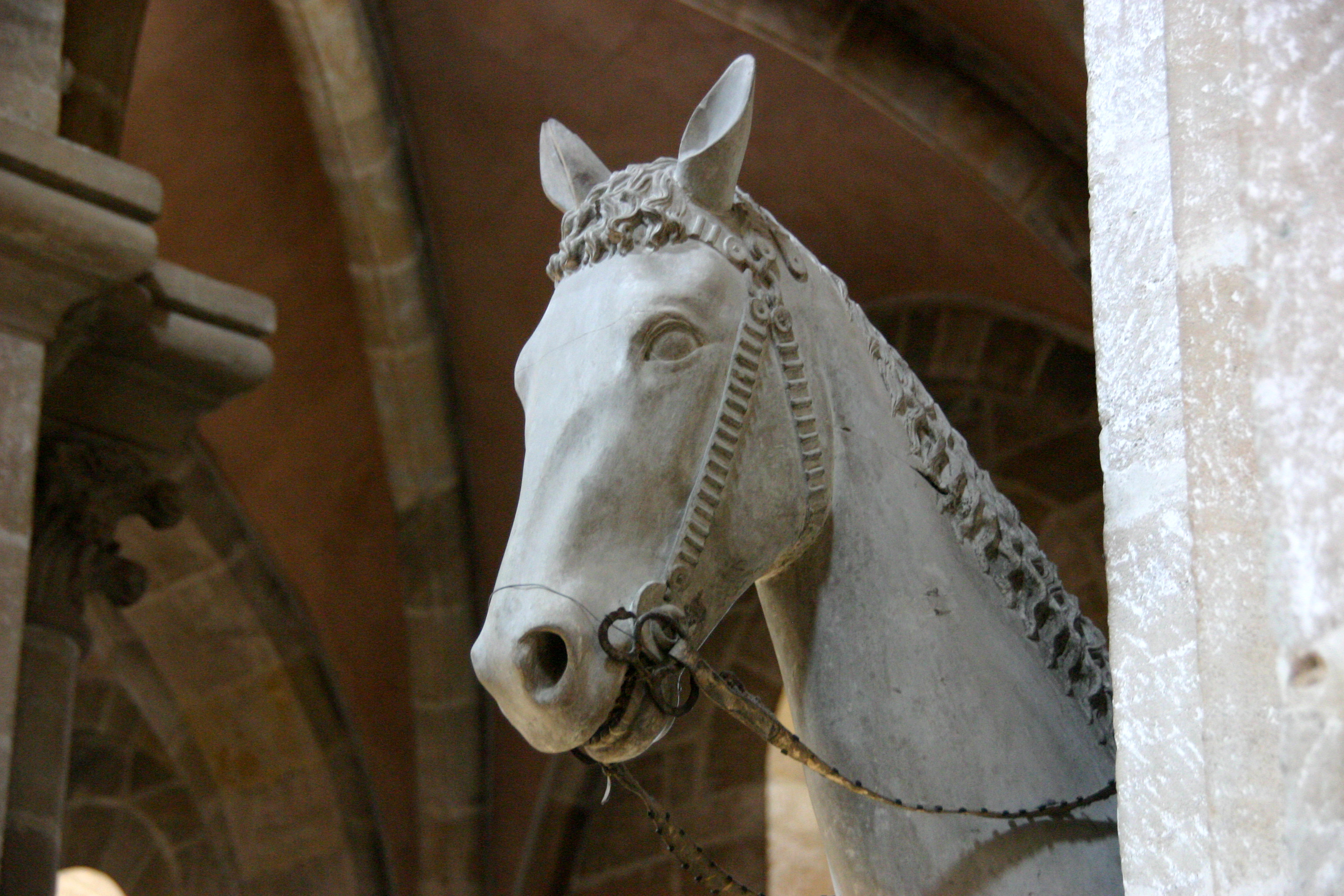
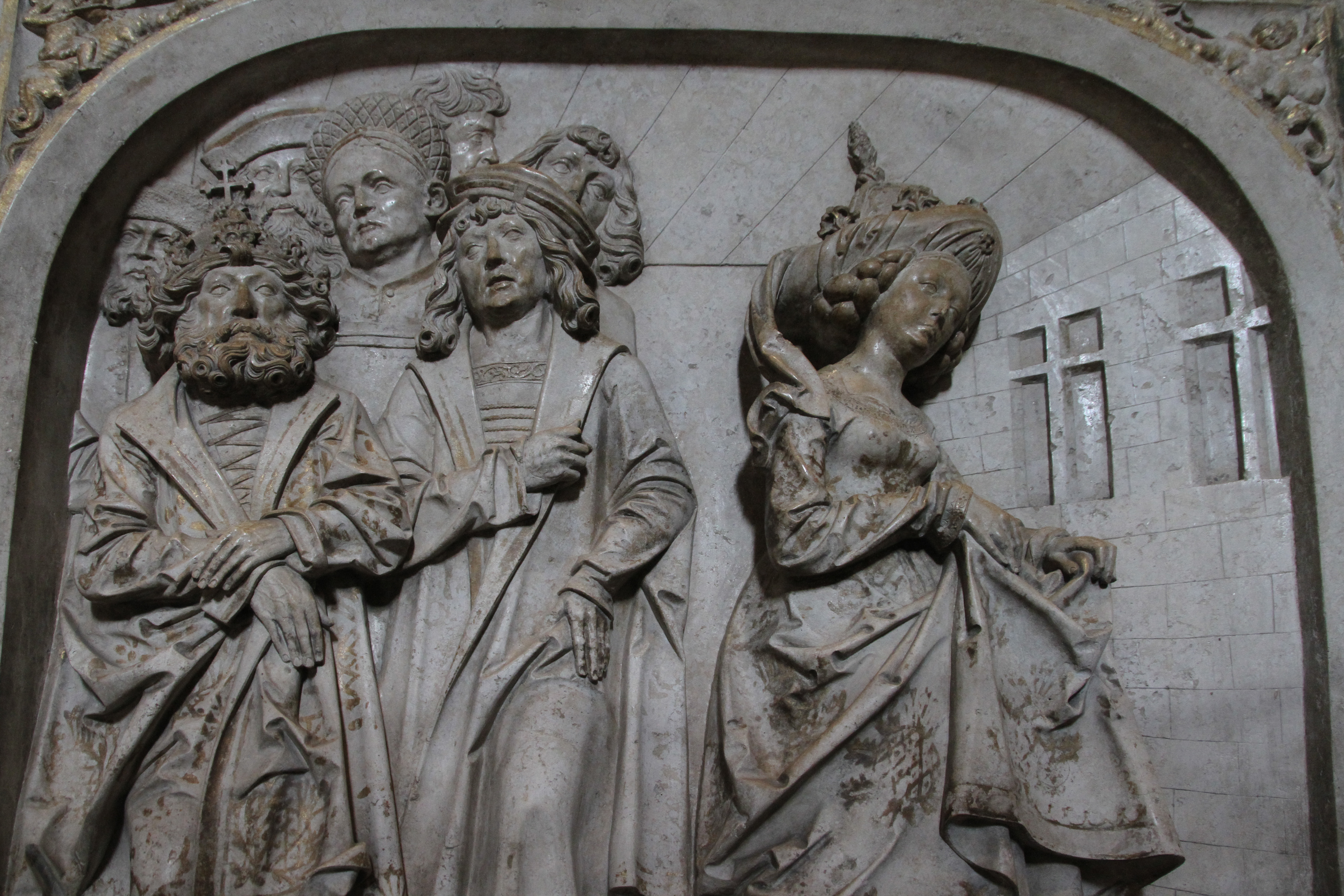
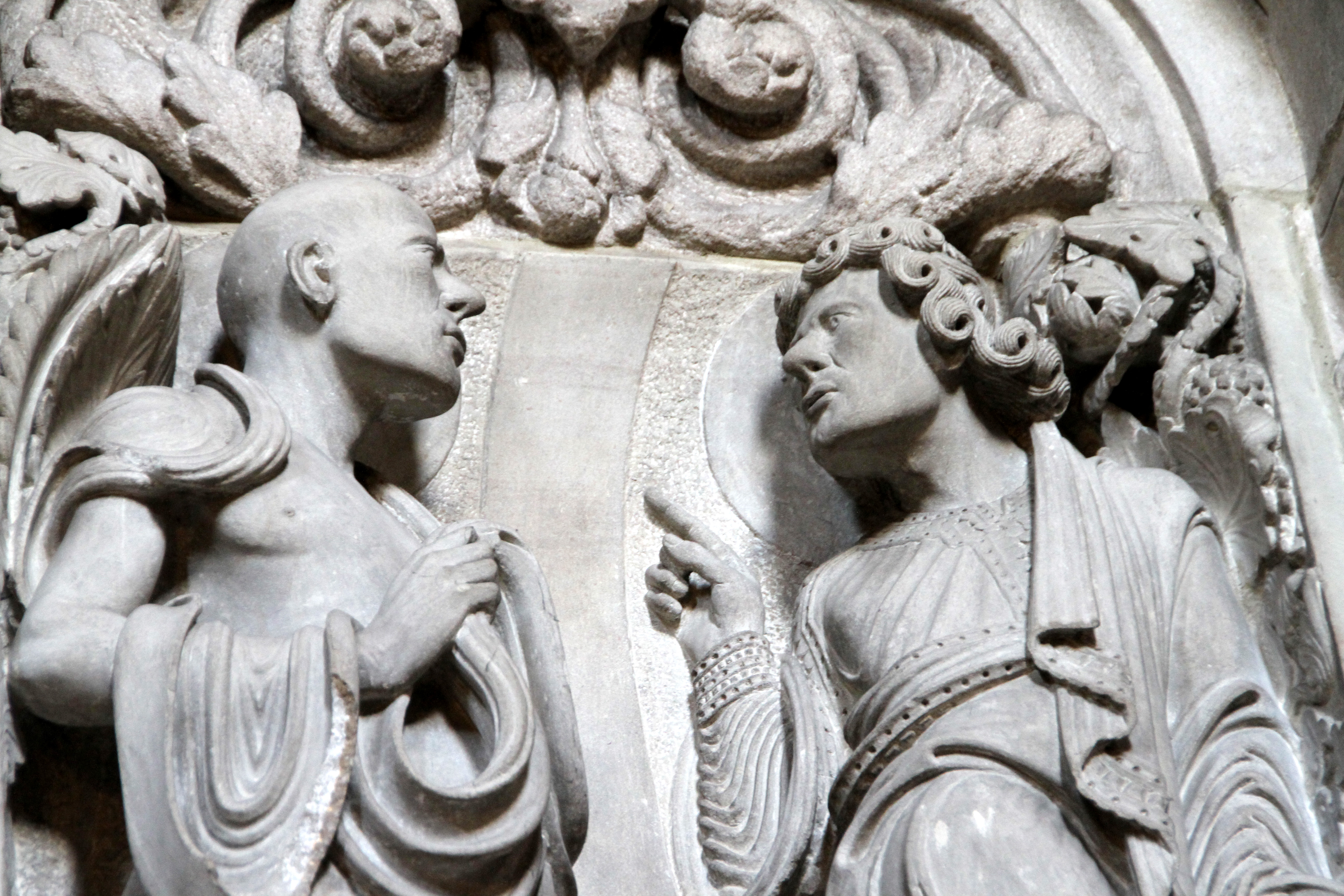
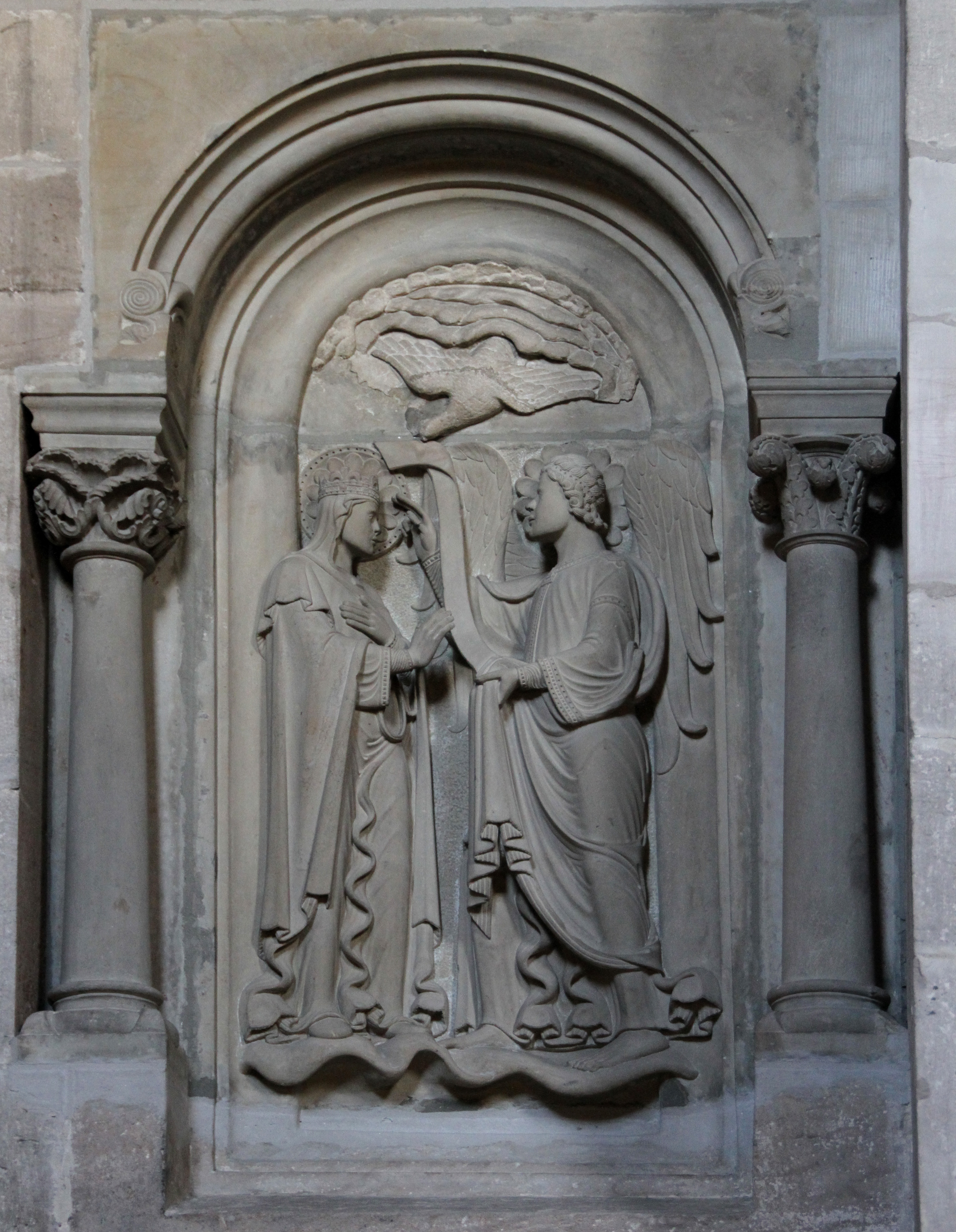